# チェルヴィーノ
チェルヴィーノ（伊: Cervino）は、イタリア共和国カンパニア州カゼルタ県にある、人口約4,700人の基礎自治体（コムーネ）。

## 地理

### 位置・広がり

#### 隣接コムーネ
隣接するコムーネは以下の通り。括弧内のBNはベネヴェント県所属を示す。
- ドゥラッツァーノ (BN)
- マッダローニ
- サンタ・マリーア・ア・ヴィーコ
- ヴァッレ・ディ・マッダローニ

### 気候分類・地震分類
チェルヴィーノにおけるイタリアの気候分類 (it) および度日は、zona C, 1392 GGである。
また、イタリアの地震リスク階級 (it) では、zona 2 (sismicità media) に分類される。

## 行政

### 分離集落
チェルヴィーノには、以下の分離集落（フラツィオーネ）がある。
- Carmiano, Forchia, Messercola, Mandorle, Morrilli, Vittoria, Razzani, Vigliotti, Verdoni